# Nagaharu Yodogawa
Nagaharu Yodogawa (淀川 長治, Yodogawa Nagaharu, 10 avril 1909 à Kobe – 11 novembre 1998 à Tokyo) est un éminent critique de films,  historien du cinéma, et personnalité de la télévision japonaise. Les membres de la presse japonaise et étrangère font référence à lui comme le « géant de la critiques de cinéma », une « institution culturelle », ainsi que « le plus célèbre critique de cinéma au Japon ».

## Jeunesse
Né à Kobe, Yodogawa grandit dans l'agence de geisha de son père situé dans le quartier de divertissement Shinkaichi en compagnie de son frère et de ses deux sœurs. Sa famille est cinéphile et va au cinéma plusieurs fois par semaine. Yodogawa commence à accompagner sa famille à l'âge de quatre. À l'âge de sept ans, il se révèle être un cinéphile en herbe, se rend souvent au cinéma de lui-même et voit jusqu'à 10 films par semaine.

## Critique de cinéma
Diplômé de l'école supérieure de Kobe, Yogodowa commence sa carrière de journaliste en travaillant pour le magazine Eiga Sekai (« Monde du cinéma »). Après la Seconde Guerre Mondiale, il est rédacteur en chef de Eiga no Tomo (« Ami des films »), poste qu'il occupe pendant 20 ans.
Après son emploi à Eiga no Tomo, Yogodowa continue à faire des piges à la radio, à la télévision et dans la presse écrite, le tout en relation avec le cinéma. En 1962, il commence à travailler pour TV Asahi en tant qu'hôte de l'émission « Le dimanche du cinéma occidental », tâche à laquelle il est si dévoué qu'il ne manque pas une seule apparition jusqu'à une semaine avant sa mort en 1998,. Au cours de ses 3 décennies comme animateur de l'émission, il interroge des vedettes de cinéma, « allant de Charlie Chaplin à Steven Seagal ». Il est également réputé pour sa façon de conclure chaque émission avec sa formule rituelle Sayonara, sayonara, sayonara,.

## Passion pour le cinéma
La première passion de Yodogawa est le cinéma muet. Il préfère les films muets au cinéma sonore parce qu'il estime que les films muets représentent la vie réelle et sont faciles à comprendre, même sans sous-titres japonais.
Au cours de sa carrière, Yodogawa devient de plus en plus critique vis-à-vis du cinéma japonais moderne, remarquant une fois : « C'est parce que j'aime tant le cinéma que je déteste ces nouveaux films incompétents et sans intérêt ». En revanche, il estime que même les pires films valent la peine d'être regardés car il pense que tous les films ont au moins une caractéristique rédemptrice, tel qu'un plan bien composé. Vers la fin de sa vie cependant, il montre un intérêt pour le nouveau style de réalisation de Takeshi Kitano, qu'il évoque comme « le vrai successeur de Kurosawa ».

## Influence
Les appréciations de Yodogawa sont reconnues au sein de l'industrie cinématographique du Japon; son compatriote critique et érudit Shigehiko Hasumi a dit un jour : « Nous regardons habituellement les films avec l'intellect, mais Yodogawa les regardait avec chaque fibre de son être ». L'acteur primé Hiroyuki Sanada crédite également Yodogawa de l'avoir initié aux cinémas étrangers.
En 1991 est fondé le prix Yodogawa Nagaharu parrainé par Road Show Magazine (Japan), pour commémorer le critique de cinéma qu'il fut; le prix est décerné à une personne ou à un groupe ayant grandement contribué à l'industrie cinématographique japonaise de l'année précédente. En 2005, Jackie Chan est le premier récipiendaire non-japonais du prix.

## Dernières années
Yodogawa réside les dernières années de sa vie dans le zen Nikku Hôtel à Tokyo (maintenant ANA InterContinental Tokyo), où il paye sa chambre en espèces tous les 10 jours. Il continue à travailler en tant qu'hôte de l'émission « Le dimanche du cinéma occidental » jusqu'à quelques semaines avant sa mort.
Nagaharu Yodogawa meurt d'une insuffisance cardiaque le 11 novembre 1998. Yodogawa Nagaharu monogatari - Kobe-hen: Sainara, biographie filmée décrivant sa vie et réalisée par Nobuhiko Obayashi, sort l'année suivante.